# 載初 (安慶緒)
載初（さいしょ）は燕の晋刺王安慶緒の治世に使用された元号。757年。

## 西暦・干支との対照表
| 載初 | 元年  |
| 西暦 | 757年 |
| 干支 | 丁酉  |